# Salto de Aldeadávila (poblado)
Salto de Aldeadávila (más conocido como Poblado del Salto de Aldeadávila o Poblado de La Verde) es una localidad española del municipio de Aldeadávila de la Ribera, en la provincia de Salamanca, comunidad autónoma de Castilla y León. Se integra dentro de la comarca de Vitigudino y la subcomarca de La Ribera (Las Arribes). Pertenece al partido judicial de Vitigudino. Se sitúa justo al lado de la presa de Aldeadávila, en la parte más baja del valle conocido como arribes del Duero.

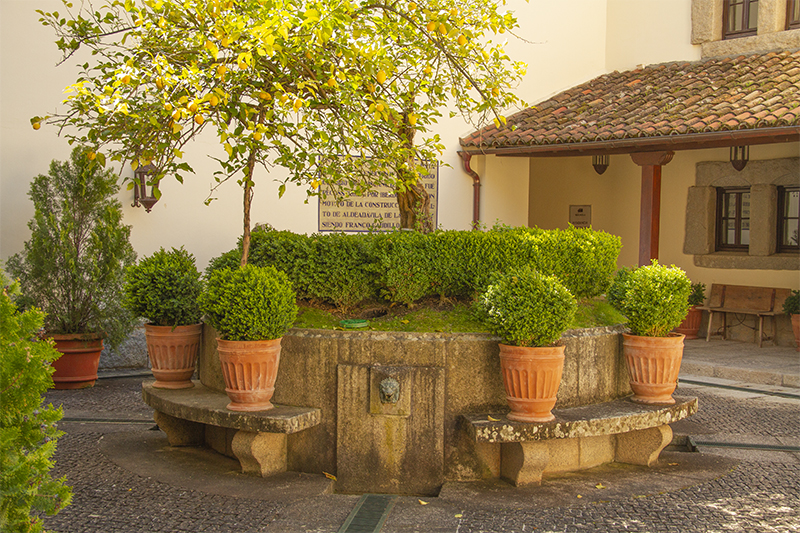
Claustro del Convento de La Verde.

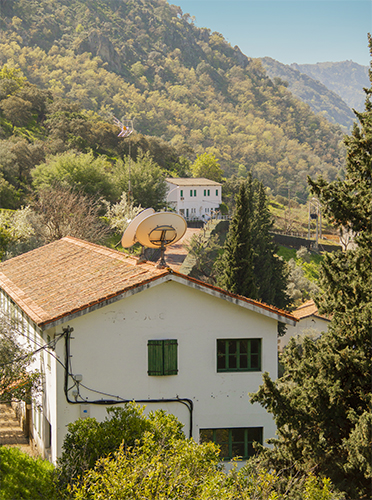
Casas del poblado.

## Geografía

### Situación
El Salto de Aldeadávila se encuentra situado en el noroeste salmantino. Hace frontera con Portugal. Dista 105 km de Salamanca capital. 
Se integra dentro de la comarca de La Ribera. Pertenece a la Mancomunidad Centro Duero y al partido judicial de Vitigudino.
Nunca ha tenido ayuntamiento propio. Se encuentra integrado dentro del término municipal de Aldeadávila de la Ribera.
Está dentro del parque natural de Arribes del Duero, un espacio natural protegido de gran atractivo turístico.
| Noroeste: Bruçó (Portugal)   | Norte: Bruçó (Portugal) | Noreste: Aldeadávila de la Ribera |
| Oeste: Lagoaça (Portugal)    |                         | Este: Aldeadávila de la Ribera    |
| Suroeste: Lagoaça (Portugal) | Sur: Mieza              | Sureste: La Zarza de Pumareda     |

## Demografía
En 2018 contaba con una población de 14 habitantes, de los cuales 5 eran varones y 9 mujeres (INE 2018).
| Gráfica de evolución demográfica de Salto de Aldeadávila entre 2000 y 2018               |
|                                                                                          |
| Fuente: Instituto Nacional de Estadística de España - Elaboración gráfica por Wikipedia. |

## Historia
Fue levantado por Iberduero para dar cobijo a las familias de los obreros que construyeron la presa de Aldeadávila. Se estableció en el lugar donde se situaba el Convento de La Verde, un antiguo monasterio franciscano que fue abandonado tras la desamortización de Mendizábal y que tras estar unos años en ruinas fue restaurado por Iberduero para convertirlo en hospedería.

### Otras localidades cercanas
| - Aldeadávila de la Ribera | - La Zarza de Pumareda | - Mieza | - Masueco |